# Чернокозинцы
Чернокозинцы (укр. Чорнокозинці) — село в Каменец-Подольском районе Хмельницкой области Украины.

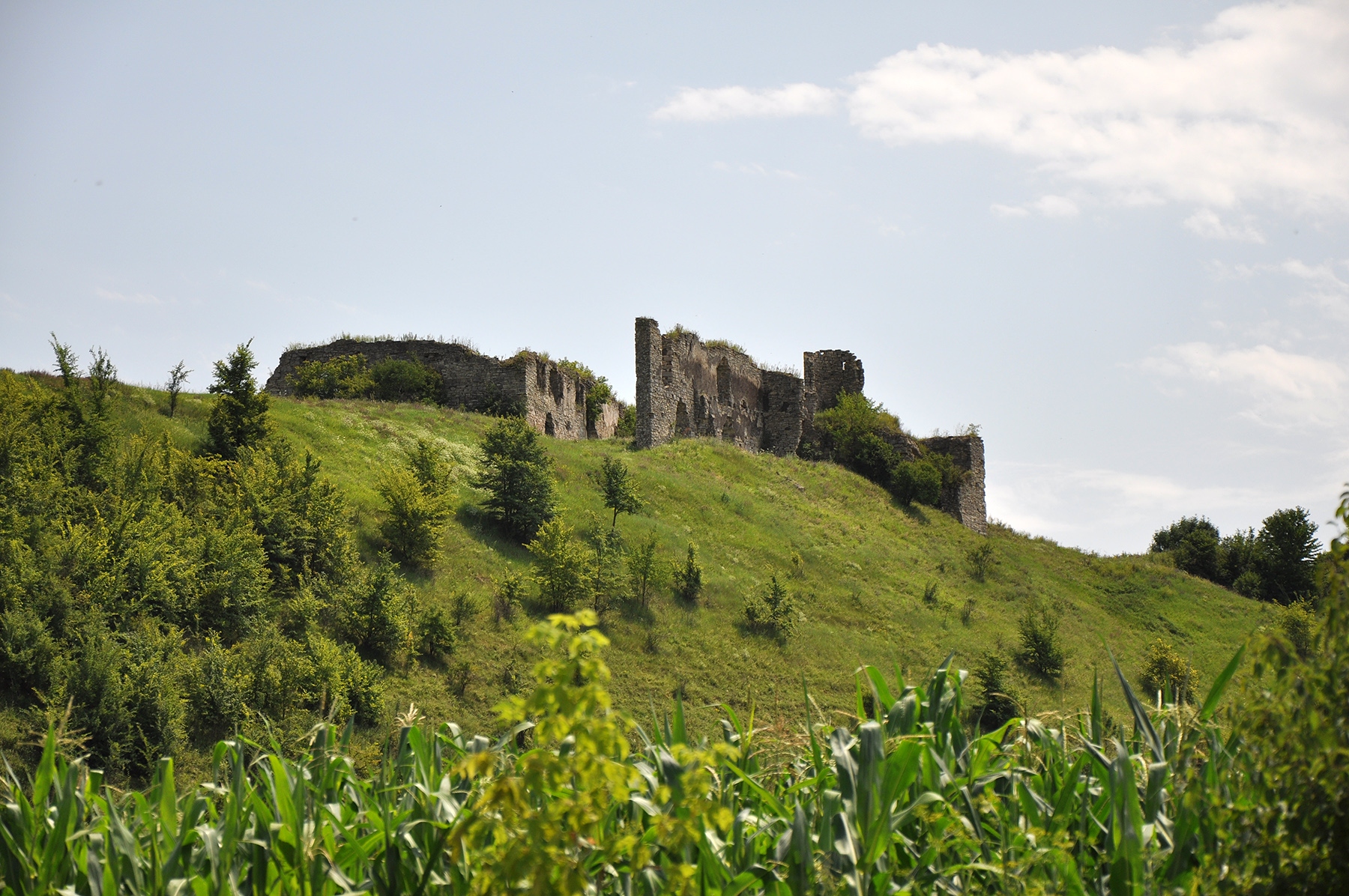
Чернокозинецкий замок

Население по переписи 2001 года составляло 441 человек. Почтовый индекс — 32333. Телефонный код — 3849. Занимает площадь 1,385 км².
Село находится на левом берегу реки Збруч. На противоположном, правом, берегу реки расположено село Збручанское Борщёвского района Тернопольской области.
Близ села имеется серный источник. Залежи гипса, алебастра, мрамора. 
Достопримечательность села — руины Чернокозинецкого замка, построенного в конце XIV—начале XV веков, — одного из самых древних замков на Подолье.

## Местный совет
32335, Хмельницкая обл., Каменец-Подольский р-н, с. Шустовцы, ул. Соборная, 45